# Равногорски парк
Равногорски парк је спомен-парк у Билећи посвећен Југословенској војсци у отаџбини.

## Историјат
Овај парк је отворен у октобру 2014. године. Споменик су открили Славко Алексић и 95-годишњи Милорад Шаренац који је био члан Билећке бригаде. На улазу у Равногорски парк, са лијеве стране налази се статуа посвећена Драгољубу (Дражи) Михајловићу, који је био заповједник Југословенске војске у отаџбини током Другог свјетског рата. Са десне стране се налази статуа која је посвећена припадницима почасне страже. На улазу је и велика биста са називом Равногорски парк на ћирилици, на чијем се врху налази грб са двоглавим орлом, четири С и круном Немањића. У средишњем дијелу парка налазе се плоче које су постављене у знак сјећања на пет билећких батаљона. Овај парк је дјело вајара Миливоја Бокића,а у Билећи је отворен у знак сјећања на 70 година од пада у Другом свјетском рату.